# La trentenne
La trentenne (edito anche come La donna di trent'anni) è un romanzo dello scrittore francese Honoré de Balzac, pubblicato nel 1842. È la ventesima opera delle Scene di vita privata (Scènes de la vie privée), il primo degli svariati cicli narrativi dell'ambiziosa serie de La Comédie humaine.

## Trama
La sedicenne Julie, contravvenendo agli avvertimenti del padre, cede al corteggiamento dell'egoista e insensibile colonnello Victor d'Aiglemont e si unisce in matrimonio con lui, ma ben presto ogni illusione di poterne ricavare felicità cadrà e il matrimonio diverrà una pena che accompagnerà Julie per tutta la vita e che neppure la nascita dei cinque figli riuscirà ad alleviare.
Di fronte a un marito infedele e insensibile alla sua depressione, Julie cerca altrove il suo appagamento sentimentale; dapprima con il giovane inglese Arthur Ormond (che però morirà giovane); poi con il marchese de Vendenesse, senza essere ricambiata. È da quest'ultimo che avrà una delle figlie, Moina, l'unica con la quale riuscirà a instaurare una relazione che non sia solo superficiale. Moina finirà per avere la stessa sorte amorosa della madre.
Diverso il destino di Hélène, la primogenita, che riuscirà a trovare il vero amore e che però, proprio per questo, verrà sempre osteggiata dalla madre.

## Edizioni
- La donna di trent'anni, Carpigiani e Zipoli, 1922.
- La donna di trent'anni, Quattrini, 1927.
- La donna di trent'anni, trad. di R. Vivaldi, Roma, De Carlo Editore, 1945.
- La donna di trent'anni, trad. di G. Tornabuoni, Roma, Gherardo Casini Editore, 1950; Milano, Club degli Editori, 1963; col titolo La trentenne, Introduzione di Paola Dècina Lombardi, Collana Oscar, Milano, Mondadori, 1992.
- La trentenne, trad. di Myriam Cristallo, Collana I Classici Classici, Milano, Frassinelli, 1995; con un saggio di Charles Augustin de Sainte-Beuve Collana Oscar Classici, Milano, Mondadori, 2010, ISBN 978-88-045-9946-3.